# Livia Millhagen
Livia Maria Millhagen (født 23. maj 1973 i Stockholm) er en svensk skuespillerinde. Hun studerede ved Teaterhögskolan i Malmö fra 1995 til 1999.
Millhagen blev i 2004 nomineret til en Guldbagge for bedste kvindelige hovedrolle i spillefilmen Miffo (2003), der er instrueret af Daniel Lind Lagerlöf.

## Udvalgt filmografi
- Beck (tv-serie, 2002)
- Miffo (2003)
- Fishy (2007)
- Maria Larssons evige øjeblik (2008)
- Wallander (tv-serie, 2009)
- Oskar, Oskar (2009)
- Molanders (tv-serie, 2013)
- Cupcake (kortfilm, 2014)
- Fuglefangerens søn (2019)
- Bäckström (tv-serie, 2020)
- Young Royals (tv-serie, 2021)
- Solsidan (tv-serie, 2023)